# Celaenorrhinus ambareesa
Celaenorrhinus ambareesa är en fjärilsart som beskrevs av Moore 1865. Celaenorrhinus ambareesa ingår i släktet Celaenorrhinus och familjen tjockhuvuden. Inga underarter finns listade i Catalogue of Life.

## Bildgalleri

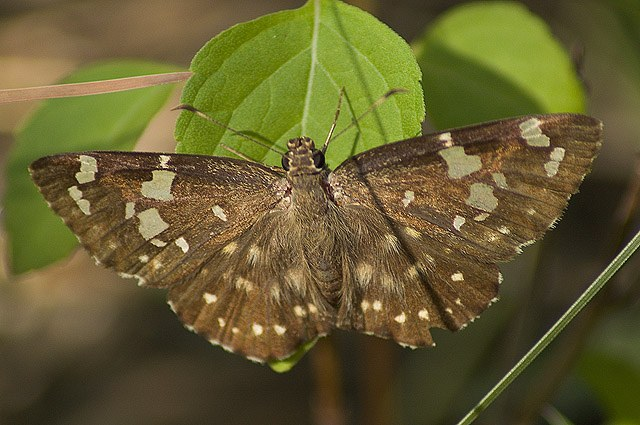
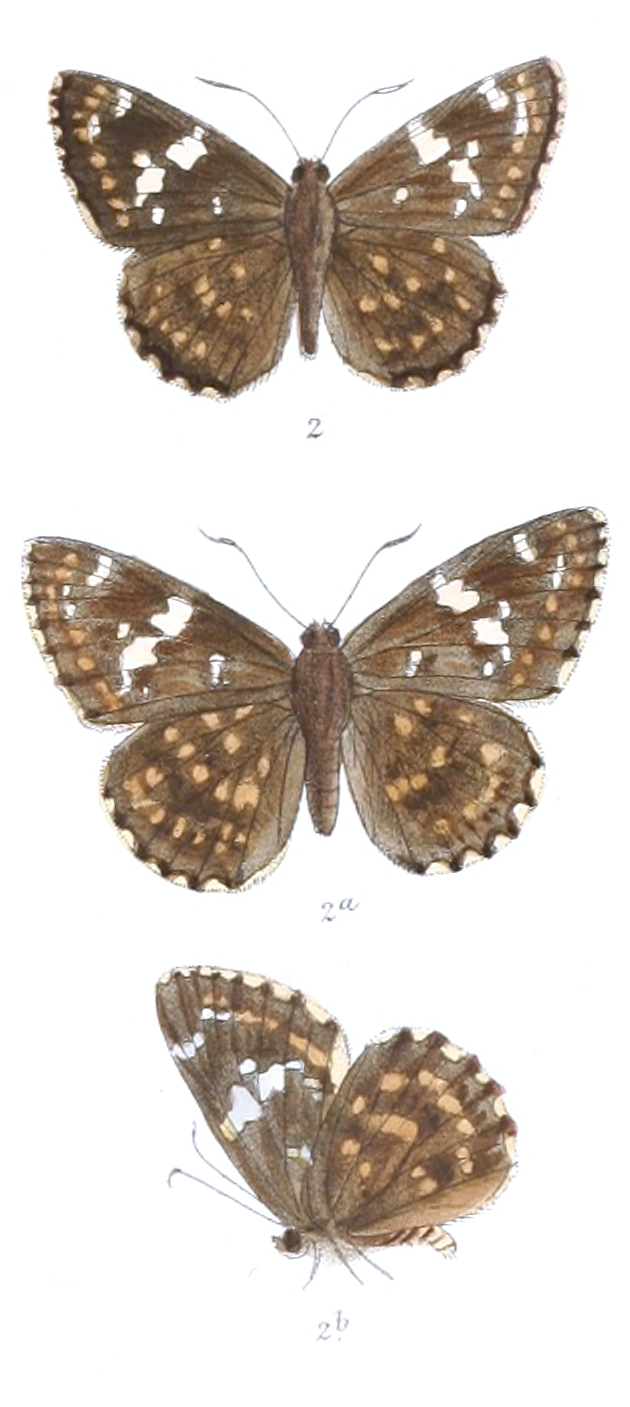
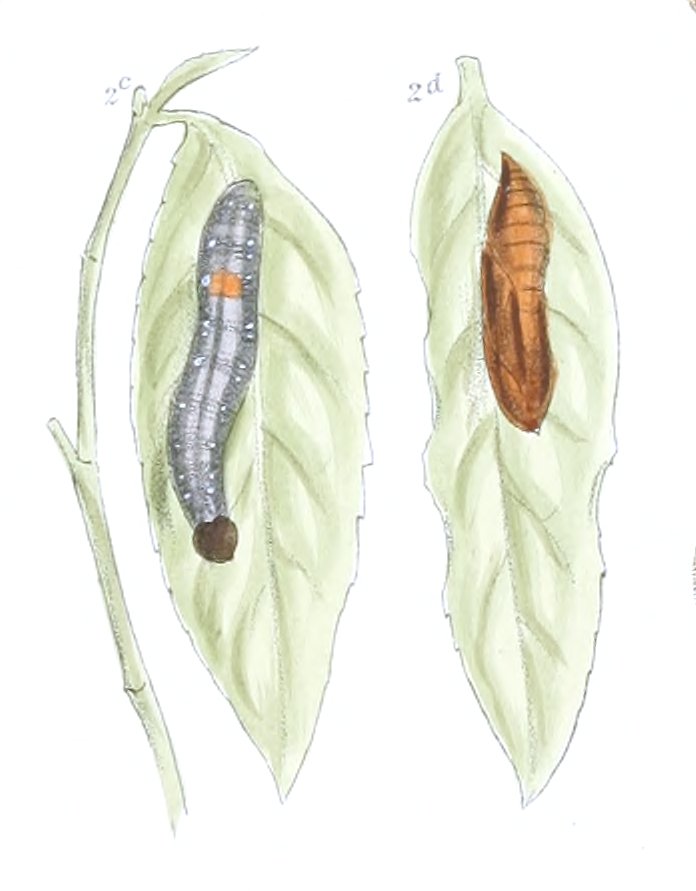
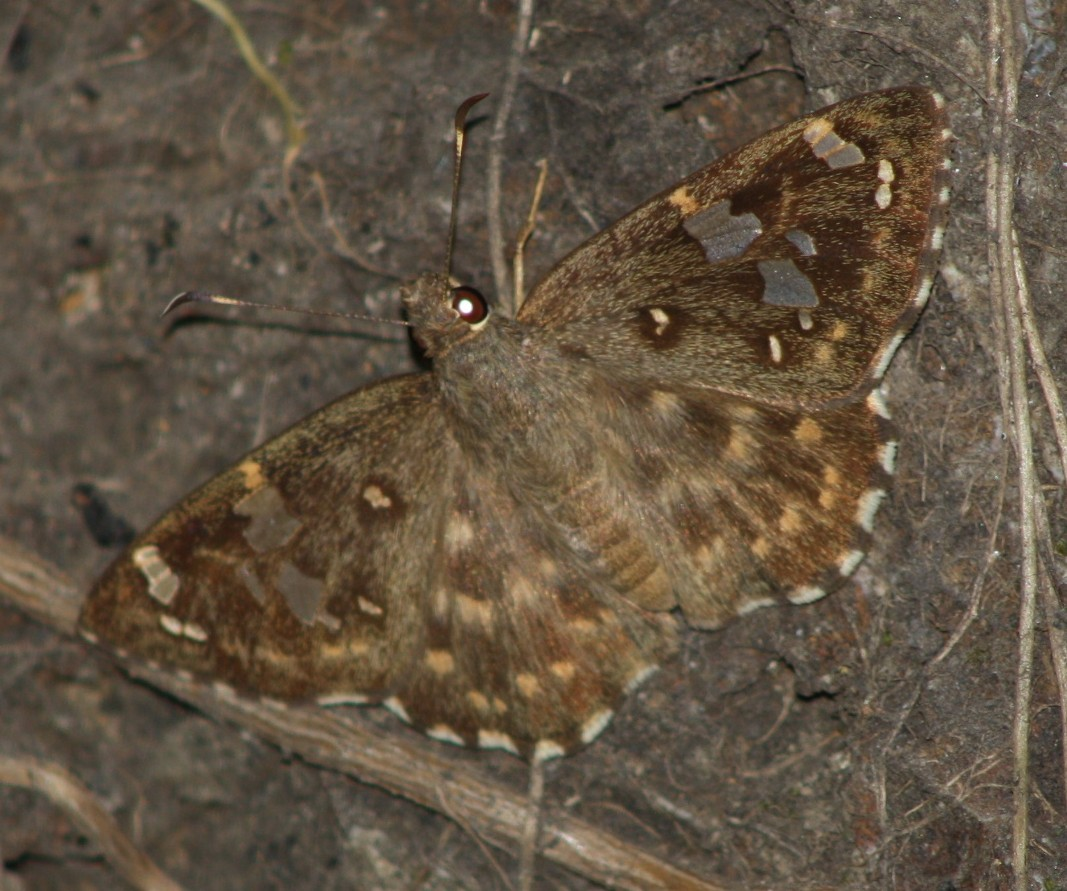
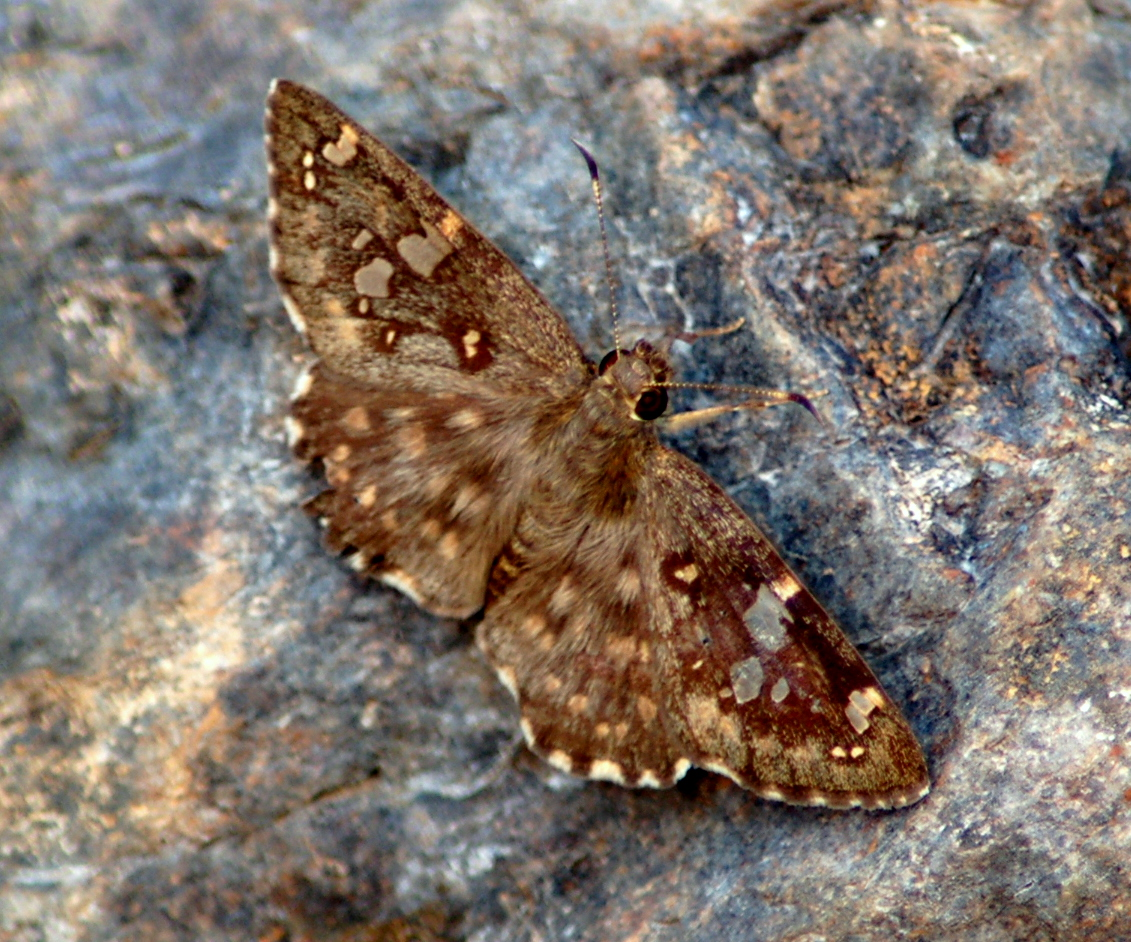